# Кантемировка
Кантеми́ровка — посёлок городского типа (с 1973), административный центр Кантемировского района Воронежской области России и входящего в его состав Кантемировского городского поселения.
Населённый пункт воинской доблести.
Население — 10 191 чел. (2025).

## География
Расположен на реке Кантемировке (бассейн Дона), в 279 км к югу от Воронежа. Железнодорожная станция Кантемировка (Юго-Восточная железная дорога) на участке Россошь — Миллерово.
Ближайшие к Кантемировке города — Россошь и Богучар (расстояние от посёлка — 60-70 километров).
Земная поверхность Кантемировки — это возвышенная, волнистая, долинно-балочная равнина с глубиной расчленения до 100—125 метров. Поверхности водоразделов поднимаются до высоты свыше 200 метров. С юго-востока Кантемировку опоясывает Донская меловая гряда.
В Кантемировке много оврагов, которые формируются в результате разрушительной деятельности текучих вод.

### Климат
Климат Кантемировки — умеренно континентальный. Посёлок расположен на юге Воронежской области, в степной зоне, поэтому температура здесь несколько выше, чем в Воронеже, а осадков выпадает меньше.
| Показатель                                      | Янв. | Фев.  | Март | Апр. | Май  | Июнь | Июль | Авг. | Сен. | Окт. | Нояб. | Дек. | Год  |
| ----------------------------------------------- | ---- | ----- | ---- | ---- | ---- | ---- | ---- | ---- | ---- | ---- | ----- | ---- | ---- |
| Средний суточный максимум, °C                   | −3,7 | −3,9  | 1,1  | 13,3 | 21,5 | 25,9 | 27,5 | 26,5 | 19,6 | 11,4 | 2,7   | −0,9 | 11,8 |
| Средняя температура, °C                         | −6,9 | −7,3  | −2,3 | 8,4  | 15,8 | 20,1 | 21,8 | 20,7 | 14,3 | 7,3  | −0,1  | −3,7 | 7,3  |
| Средний суточный минимум, °C                    | −10  | −10,7 | −5,7 | 3,5  | 10,1 | 14,4 | 16,1 | 15,0 | 9,1  | 3,3  | −2,9  | −6,4 | 3,0  |
| Норма осадков, мм                               | 44   | 31    | 26   | 35   | 44   | 58   | 56   | 38   | 40   | 35   | 49    | 47   | 503  |
| Источник: Климатические данные для Кантемировки |      |       |      |      |      |      |      |      |      |      |       |      |      |

## История
Основан в XVIII веке как слобода, которая была названа по фамилии владельца земель, купленных у Богучарских казаков командующим слободскими полками Константином Антиоховичем Кантемиром в 1759 году и оформленными по подложной купчей на свою жену Софью Богдановну Пассек. Первоначально носила двойное название Константиновка-Кантемировка.
В 1871 году через Кантемировку пролегла железная дорога, и появилась железнодорожная станция «Кантемировка».
В 1917-1920х гг. в Богучарском уезде, к которому относилось село Кантемировка бушевала гражданская война.
В 1926 г. постановлением президиума ВЦИК селение Константиновка-Кантемировка волости Богучарского уезда Воронежской губернии переименовано в Кантемировка.
В годы Великой Отечественной войны в районе Кантемировки шли тяжёлые бои. В связи с освобождением станции в декабре 1942 года были названы в 1952 г. Кантемировская улица и в 1982 г. только что построенный Кантемировский мост в Ленинграде. В боях под Кантемировкой отличился 17-й танковый корпус (с 3 января 1943 года 4-й гвардейский танковый корпус; в 1945 году переформированный в дивизию), получивший в память об этих событиях наименование «Кантемировский». В свою очередь, в честь дивизии названа Кантемировская улица в Москве. По наименованию улицы названа станция Московского метрополитена «Кантемировская», а в честь одноименных улицы и моста в Петербурге планируется назвать предполагаемую у этих дорожных объектов станцию задуманной Кольцевой линии Петербургского метрополитена.
6 сентября 2014 года глава региона торжественно вручил грамоту о присвоении звания «Населённый пункт воинской доблести» главе администрации муниципального образования Воронежской области — рабочего поселка Кантемировка.

## Население
| 1859    | 1897    | 1959    | 1970    | 1979    | 1989    | 2002    | 2009    | 2010    |
| ------- | ------- | ------- | ------- | ------- | ------- | ------- | ------- | ------- |
| 4784    | ↗8712   | ↘8396   | ↗11 621 | ↗12 262 | ↗13 465 | ↘12 949 | ↘12 677 | ↘11 943 |
| 2012    | 2013    | 2014    | 2015    | 2016    | 2017    | 2018    | 2020    | 2021    |
| ↘11 606 | ↘11 424 | ↘11 236 | ↘11 113 | ↘11 044 | ↗11 060 | ↘11 015 | ↘10 704 | ↗10 715 |
| 2025    |         |         |         |         |         |         |         |         |
| ↘10 191 |         |         |         |         |         |         |         |         |

Национальный состав
По итогам переписи населения 2020 года проживали следующие национальности (национальности менее 0,1 % и другое, см. в сноске к строке «Другие»):
| Национальность | Численность, чел. | Доля     |
| -------------- | ----------------- | -------- |
| Русские        | 10 176            | 94,97 %  |
| Армяне         | 120               | 1,12 %   |
| Украинцы       | 72                | 0,67 %   |
| Цыгане         | 69                | 0,64 %   |
| Азербайджанцы  | 16                | 0,15 %   |
| Узбеки         | 14                | 0,13 %   |
| Таджики        | 11                | 0,10 %   |
| Другие         | 237               | 2,22 %   |
| Итого          | 10 715            | 100,00 % |

## Транспорт
В Кантемировку можно добраться на автобусе, электричкой (от станций «Россошь», «Лиски» и «Воронеж-1») и личном автомобиле. В посёлке работают автовокзал и железнодорожный вокзал, отремонтированный в 2014 году.
В районе введена в строй новая железнодорожная ветка в обход Украины. По старой линии через Кантемировку с конца 2017 года по настоящее время проходят лишь электрички: «Россошь — Гартмашевка», «Гартмашевка — Россошь», «Кантемировка — Воронеж» и «Воронеж — Кантемировка» (обе — через станцию Лиски) и иногда товарные поезда. Дублирующей станцию Кантемировка стала станция Зайцевка. С конца февраля 2019 года два переезда, единственные в Кантемировке, работают без дежурных работников.
Через посёлок проходит автотрасса «Воронеж — Луганск» (Р-194), выполняющая также функцию объездной дороги Кантемировки.

## Экономика
В советские годы в Кантемировке работали молоко-, кирпичный, колбасный, ликёро-водочный и консервный заводы (предпоследний начал работу уже после распада СССР; последний работал некоторое время после распада СССР), спецхоз «Начало», откормсовхоз, а также инкубаторная станция. Также в Кантемировке существовали колхозы «Кантемировец», «Заря» и большое количество ферм, на которых выращивали овощи, фрукты и злаки. МПМК и СМУ занимались строительством домов. На фермах также выращивали крупный рогатый скот. Во времена перестройки практически все заводы закрыли.
Сейчас в посёлке работает комбинат стройматериалов, ДРСУ. Также в Кантемировке производят лимонад и другие напитки (цех безалкогольных напитков ПТК «Пищевик»), хлебобулочные изделия и торты (хлебозавод, пекарня «Светлана»), полуфабрикаты (Кантемировский общепит), продукты из мяса (ПТК «Пищевик», ИП Моисеенко Л. В.). Действует элеватор.
Завод растительных масел (ООО «ФЭСКО»), производивший растительные масла и животные жиры, прекратил свою деятельность в 2018 году.
Розничная торговля представлена универмагом, универсамом и супермаркетом сети «Магнит», тремя супермаркетами «Пятёрочка», универсамом «Магнит-Косметик», торговым центром «Кристалл Сити», магазином «Милена», супермаркетом «DOMA», а также рядом мелких магазинов. Работают рынок, ресторан, кафе «Бархат», гостиница «Славия», отель «Премьер» и гостинично-ресторанный комплекс «Провинция».
В основном население зарабатывает на существование вахтовым методом: в Москве, Белгороде, Саратове и других областях. Имеются рейсовые автобусы от предприятий, которые увозят и привозят работников.

## Культура и образование
В Кантемировке имеется три школы (МБОУ «Кантемировский лицей», МБОУ Кантемировская СОШ № 2, МКОУ Кантемировская ООШ, три детских сада, Кантемировский центр психолого-педагогической, медицинской и социальной помощи детям дошкольного возраста, детско-юношеская спортивная школа (ДЮСШ), детская школа искусств (в здании Дворца культуры), филиал Воронежского государственного промышленно-гуманитарного колледжа (ВГПГК, бывшее СПТУ-46).
В Кантемировке действуют кинотеатр «Октябрь» 1961 года постройки (в конце декабря 2017 года открыт после неполной реконструкции с установкой нового оборудования для показа 3D-фильмов, весной 2020 года начат капитальный ремонт здания), районный Дворец культуры и сквер рядом с ним (открыты после реконструкции 30 августа 2013 года), взрослая и детская библиотеки, картинная галерея (все три — в районном Дворце культуры), парк Победы (открыт в 1987 году), детский парк «Светлячок» (открыт после реконструкции в сентябре 2018 года), районная больница (открыта в 1985 году, в разные годы осуществлялся ремонт некоторых отделений, в 2019 году проведён ремонт детского отделения).
С декабря 1984 года функционирует районный краеведческий музей, находящийся в настоящее время в здании РДК. В 2004 году открыт историко-краеведческий музей «Наследие» в Кантемировском лицее.

## Спорт
Действуют детско-юношеская спортивная школа (ДЮСШ) (открыта в 1984 году), стадион «Юбилейный» на 2500 мест, секции в РДК и ДЮСШ по футболу, волейболу, баскетболу, гиревому спорту, настольному теннису, тяжёлой и лёгкой атлетике, ашихара-каратэ и самбо, боксу.
На стадионе «Юбилейный», на территории Кантемировской СОШ № 2 и Кантемировского лицея имеются многофункциональные спортивные площадки.
23 января 2017 года в Кантемировке было начато строительство физкультурно-оздоровительного комплекса с двумя плавательными бассейнами и залом сухого плавания. Планы по возведению начали обсуждаться ещё в 2010 году. ФОК строился по программе «Газпром-детям». Строительство изначально велось на площадке у стадиона «Юбилейный» (ул. Парковая), но из-за проблем с грунтовыми водами было перенесено на площадку около здания Кантемировского лицея, где ранее действовала старая школа (её здание было снесено в конце 2000-х гг.).
Физкультурно-оздоровительный комплекс «Маяк» (официальное название МБУ ФОК «Маяк») был торжественно введён в эксплуатацию 5 марта 2018 года. В настоящее время здесь действуют два бассейна: взрослый и детский, фитнес-зал, сауна, кафе, зал сухого плавания и т. д.

## СМИ
Из местных средств массовой информации в Кантемировке осталась только газета «Кантемировский вестник». Также информационным источником является сайт администрации Кантемировского района и группа «Подслушано Кантемировка» в сети VK.
Ранее (по декабрь 2019 г.) на частоте 106.3 МГц функционировала местная радиостанция, ретранслировавшая эфир Санкт-Петербургского «Радио Ваня». В эфир выходили местные информационные выпуски, блоки рекламы и объявлений, а также прогноз погоды и поздравления.
До полного перехода телевидения в России на цифровое вещание в партнёрстве с ТНТ работал местный телеканал «КТК». В эфир выходили программы «Кантемировка. События», реклама, объявления, музыкальные поздравления и др.

## Русская православная церковь

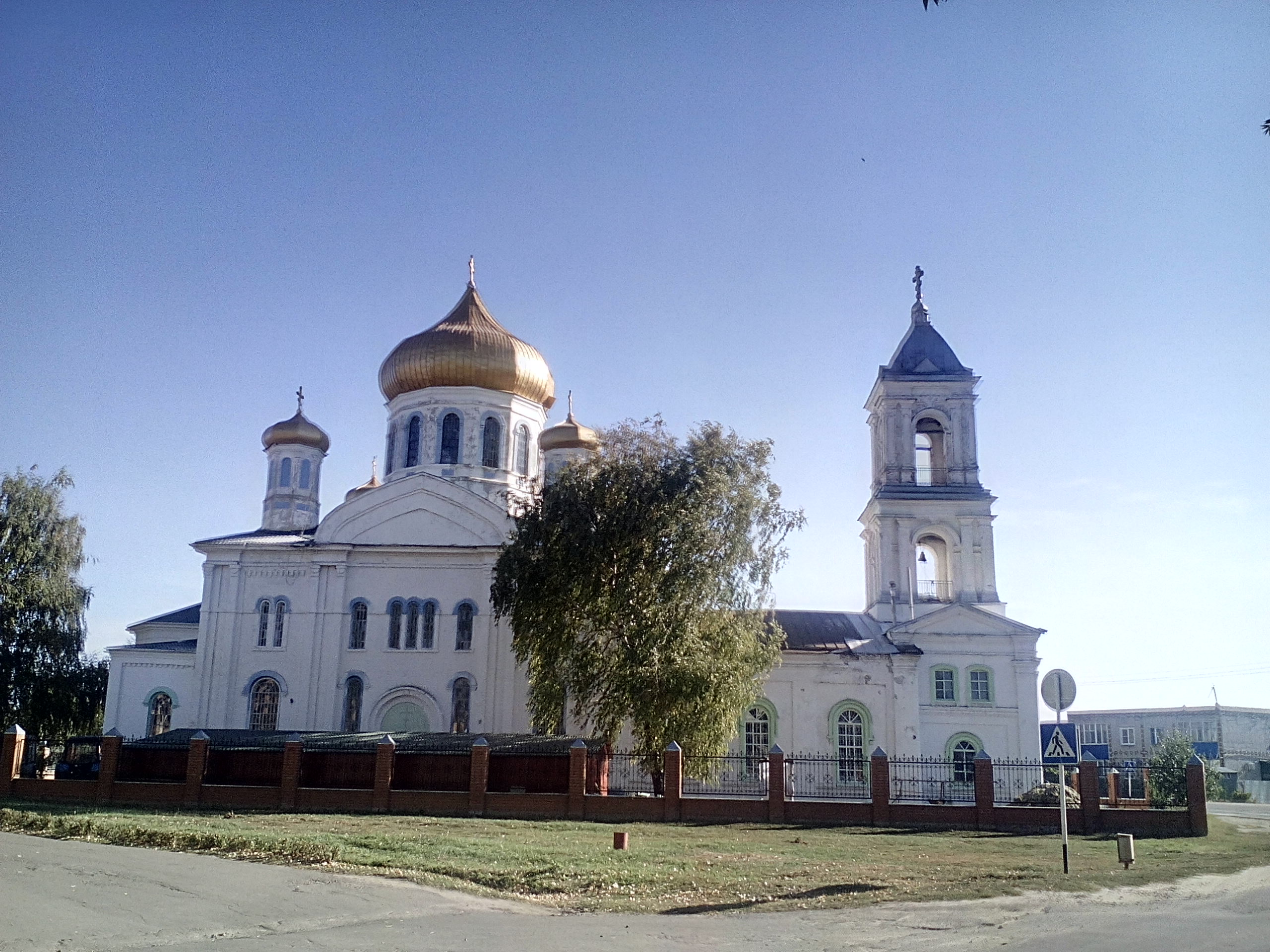
Свято-Троицкий храм

Ранее на месте нынешней Кантемировской СОШ № 2 существовала Благовещенская церковь. Она была разрушена в 30-е годы XX века.
В настоящее время сохранилась Свято-Троицкая церковь, построенная в 1863 году, где по настоящее время проводится реконструкция. В ноябре-декабре 2015 года сделана подсветка храма. В последующие годы храм ремонтировался за счёт добровольных пожертвований.

## Достопримечательности
- Мемориальный комплекс «Братская могила»;
- Аллея Героев;
- Площадь Ленина;
- Свято-Троицкий храм;
- Здание железнодорожного вокзала станции Кантемировка;
- Памятник «Танк Т-34» на привокзальной площади;
- Стела воинам-интернационалистам в сквере у ж/д вокзала;
- Районный Дворец культуры и сквер рядом с ним;
- Стела на месте начала боевой операции по освобождению Кантемировки «Кантемировский прорыв».

6 мая 2015 г. открыта новая стела в парке Победы в честь присвоения посёлку звания «Населённый пункт воинской доблести».
В 2016 г. в парке Победы появился музей военной техники под открытым небом с несколькими экспонатами, предоставленными Министерством обороны РФ. Зимой 2018 года здесь установили последний экспонат — боевой танк Т-80.
11 сентября 2016 г., в День танкиста, был открыт памятный знак на ул. Танкистов.
В окрестностях Кантемировки расположено несколько родников с чистой водой.
В посёлке имеется пруд с благоустроенным пляжем, заполненный в 1984 году. По некоторым данным, пруд появился ещё раньше.

## Фотогалерея

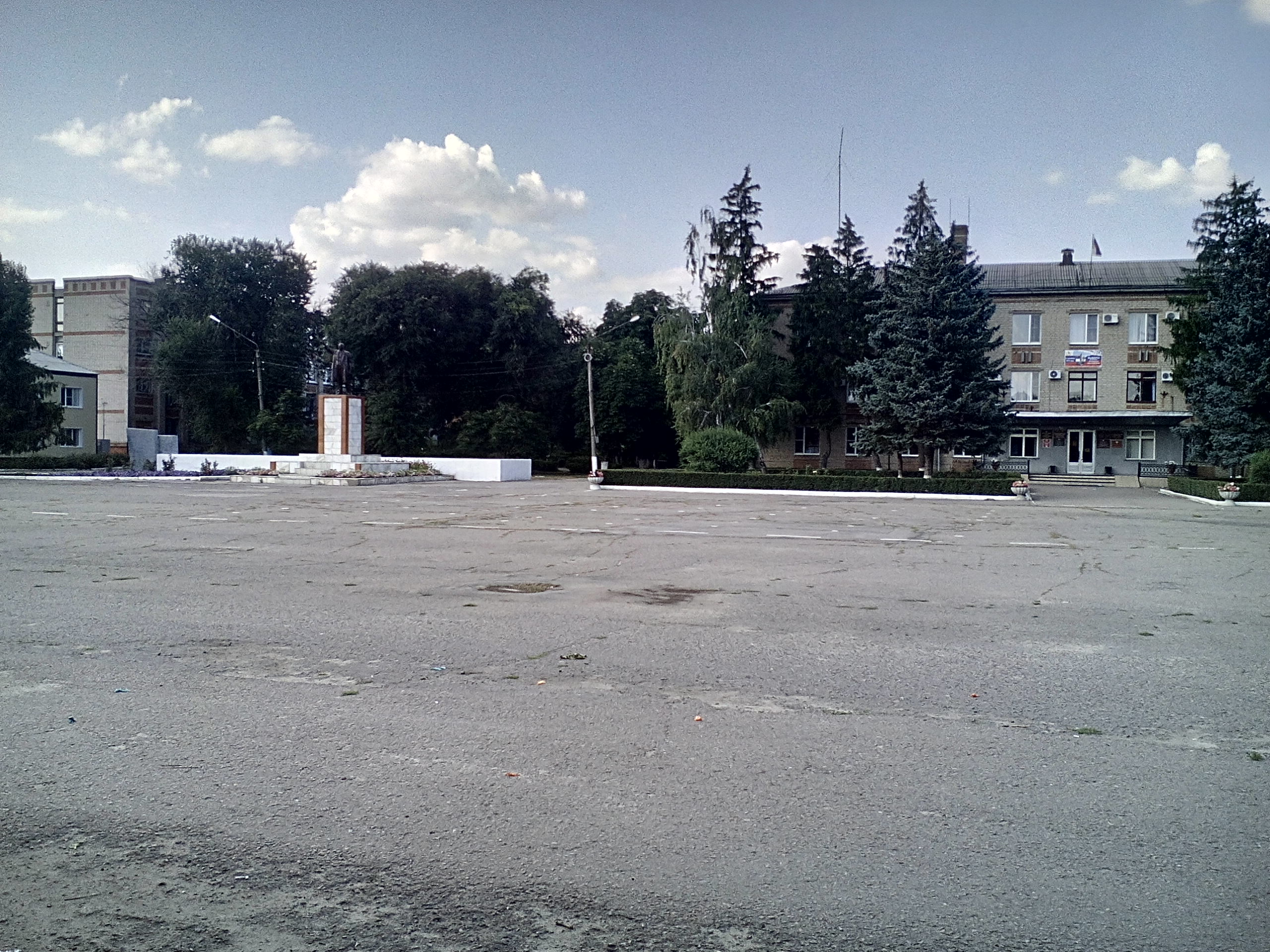
Площадь Ленина
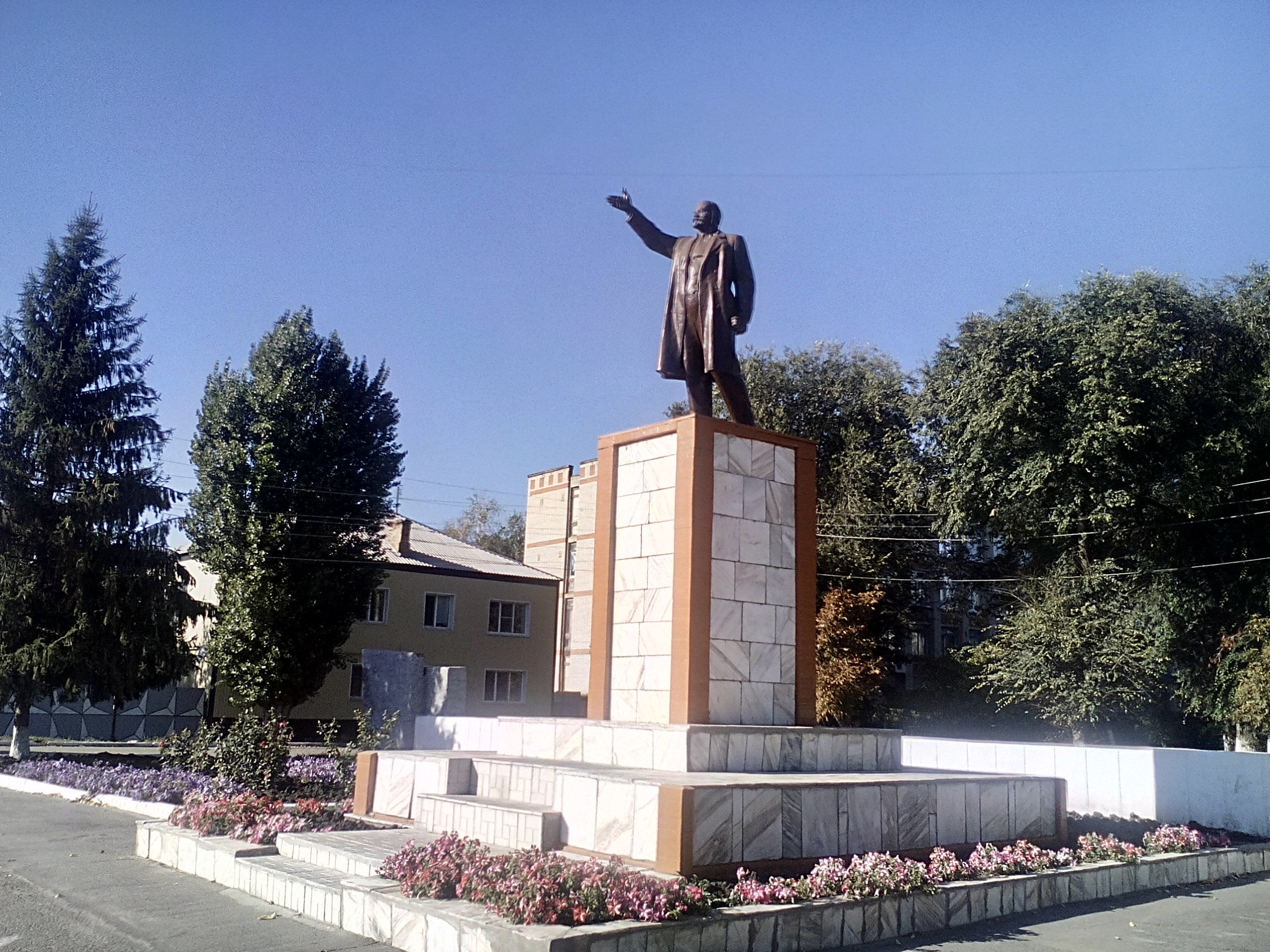
Памятник В. И. Ленину на площади
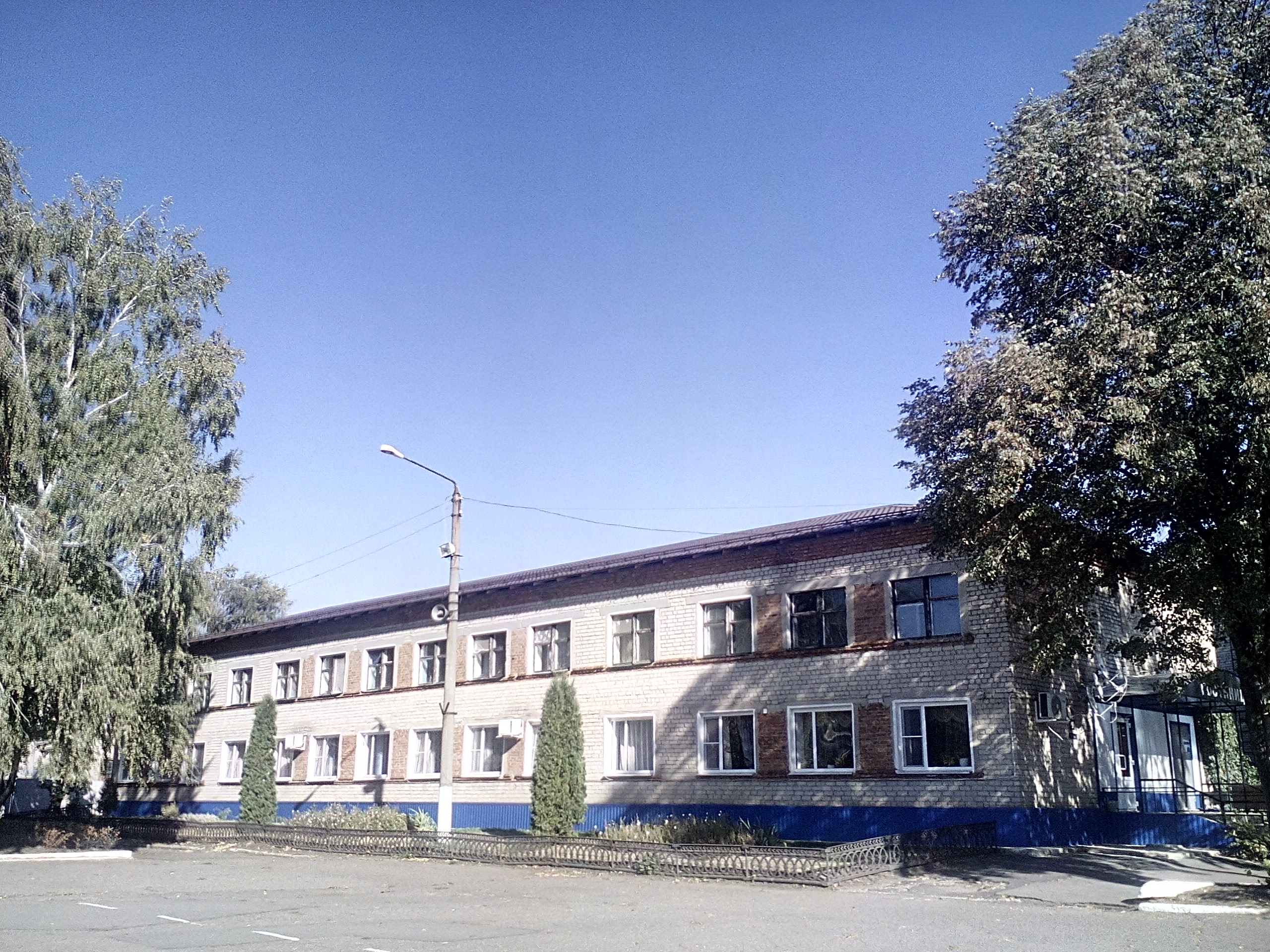
Гостиница «Русь» на площади
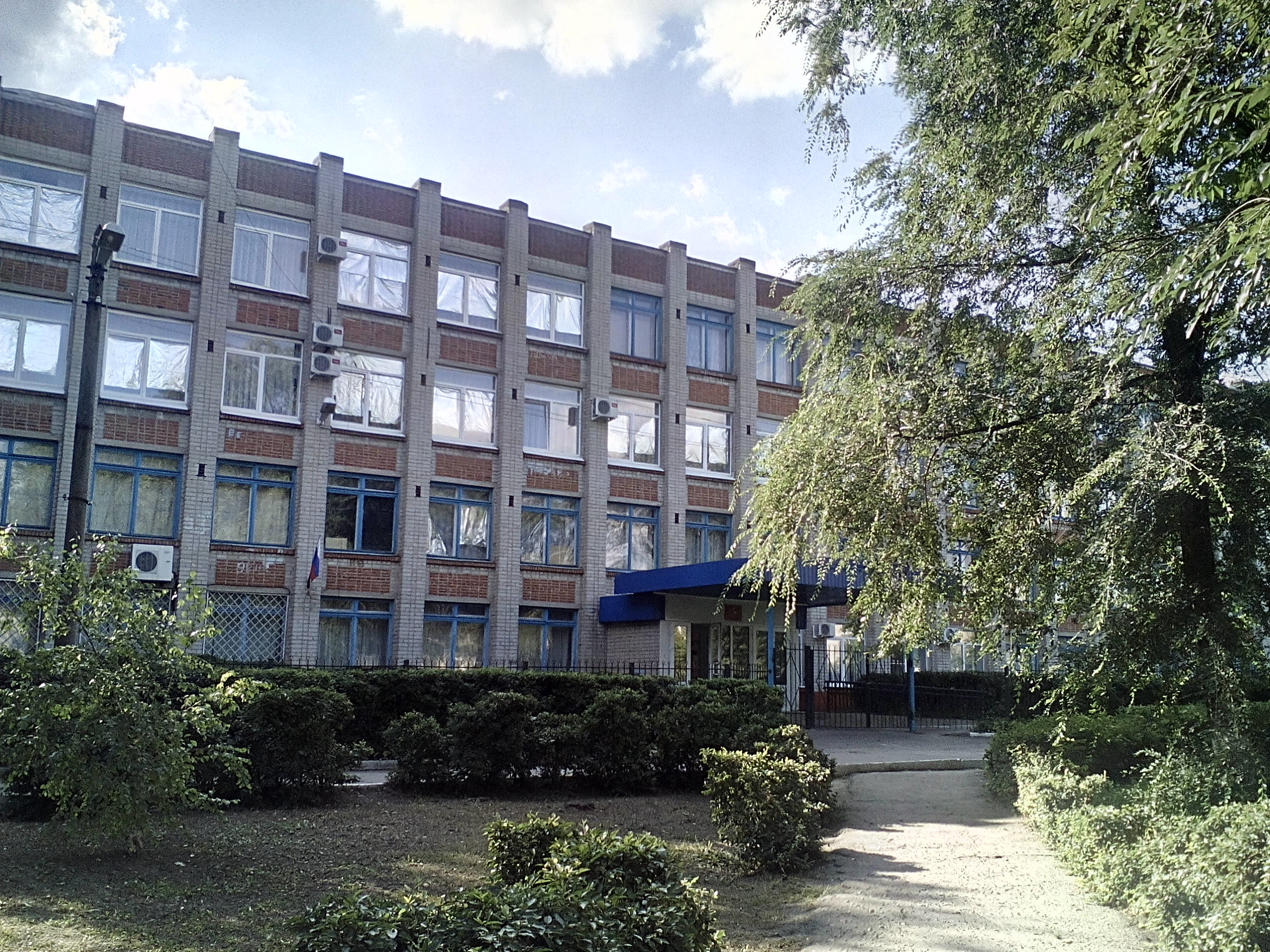
Здание МБОУ «Кантемировский лицей»
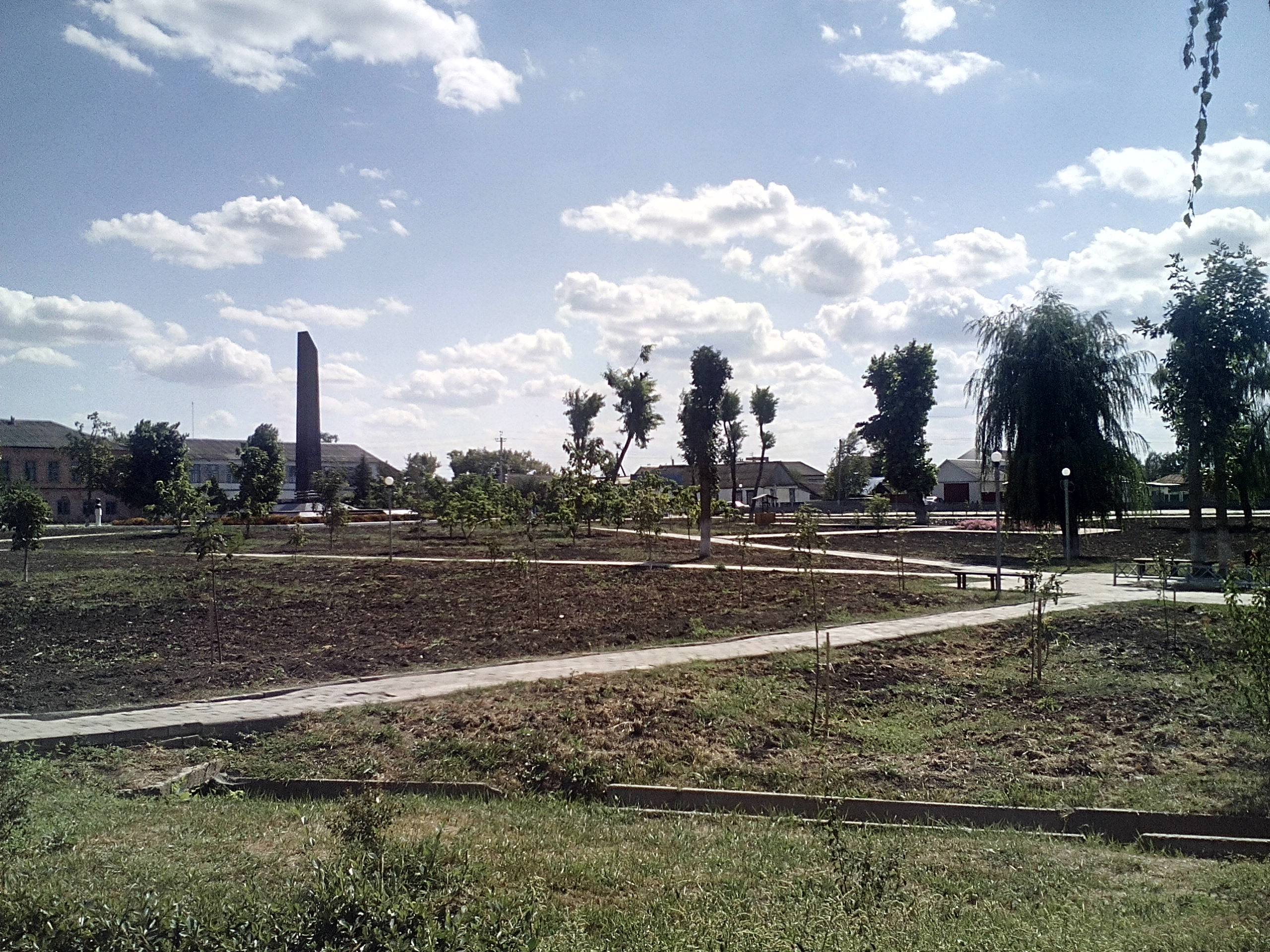
Парк Победы
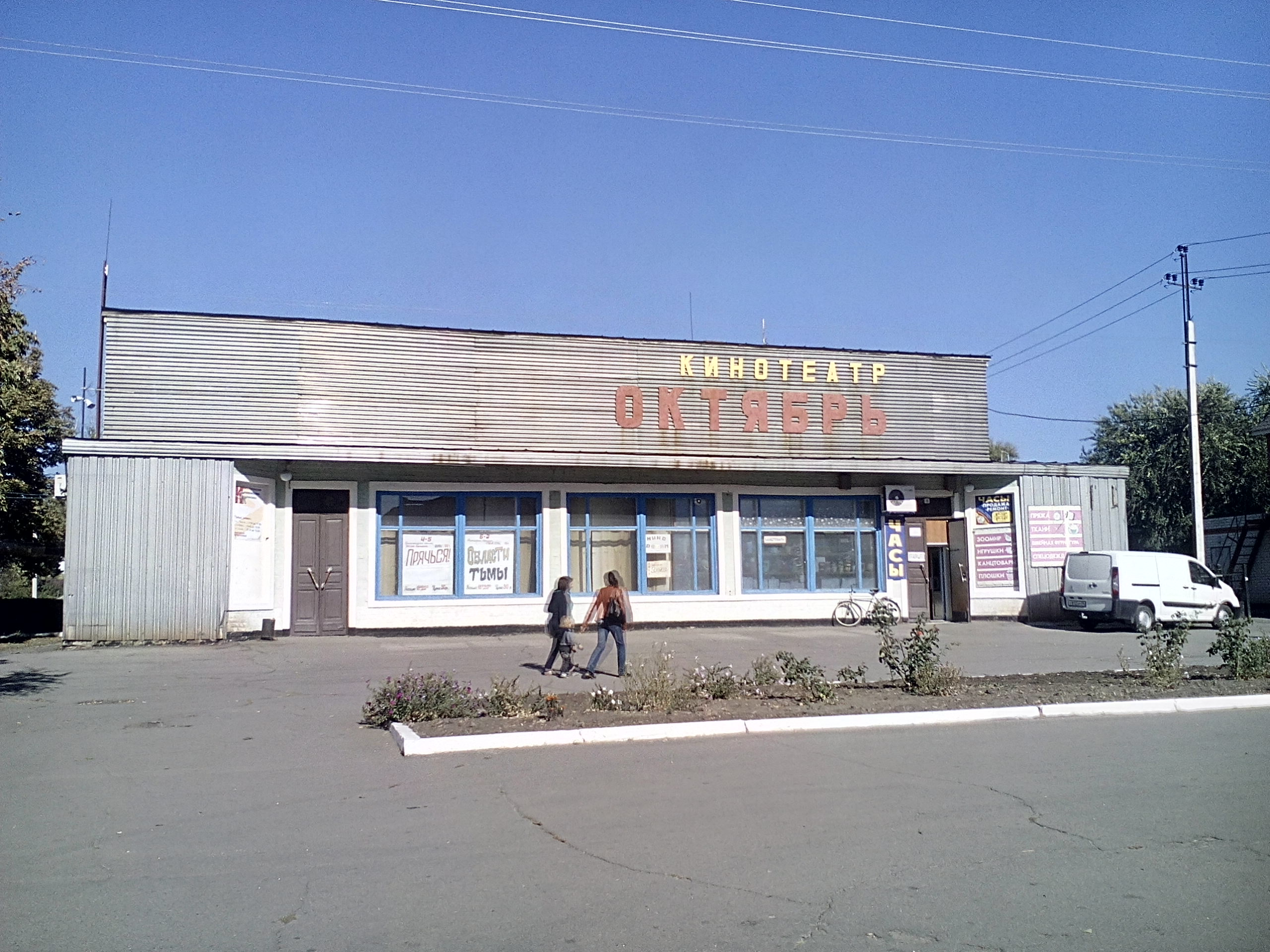
Кинотеатр «Октябрь»
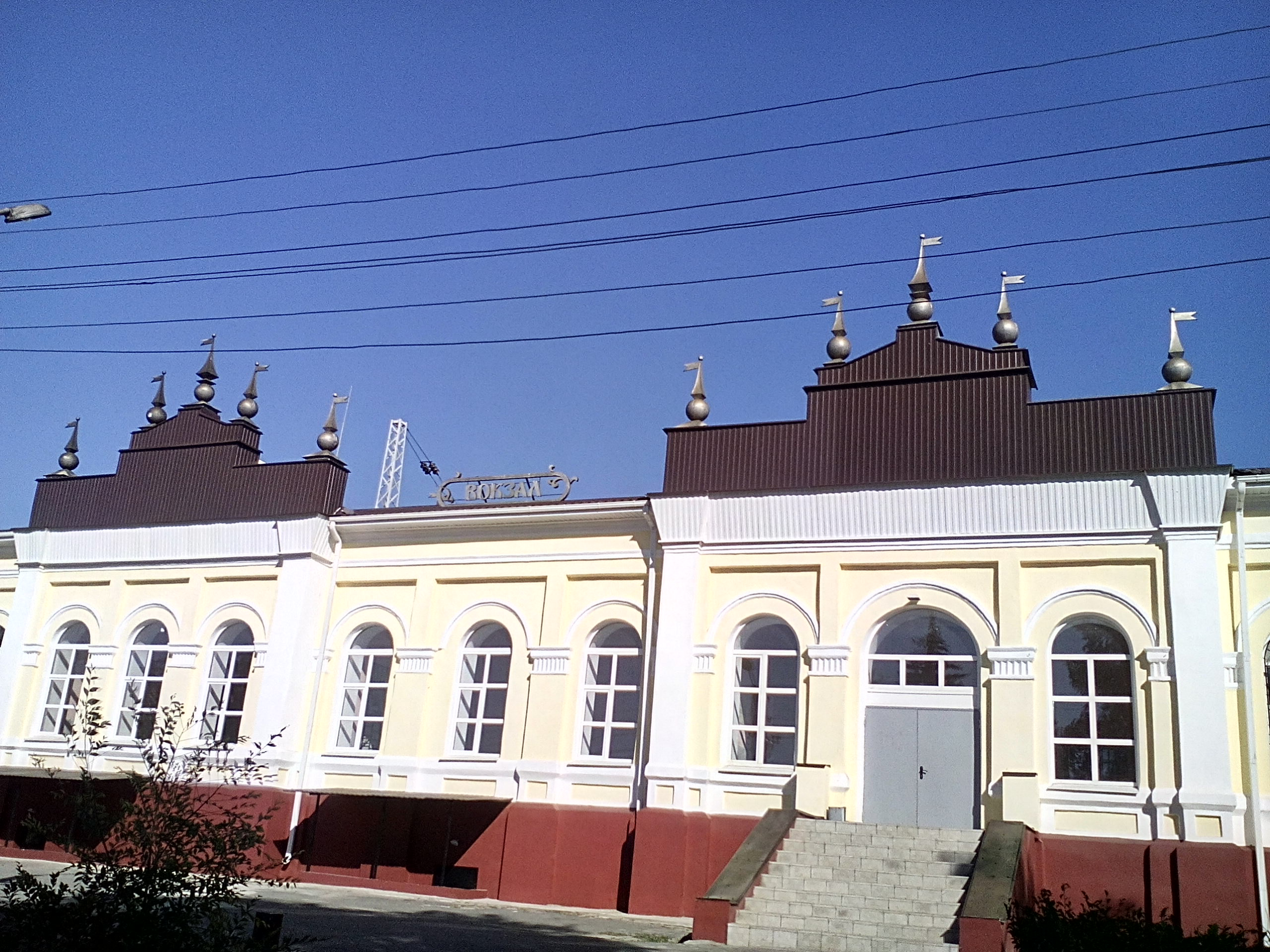
Здание железнодорожного вокзала станции Кантемировка
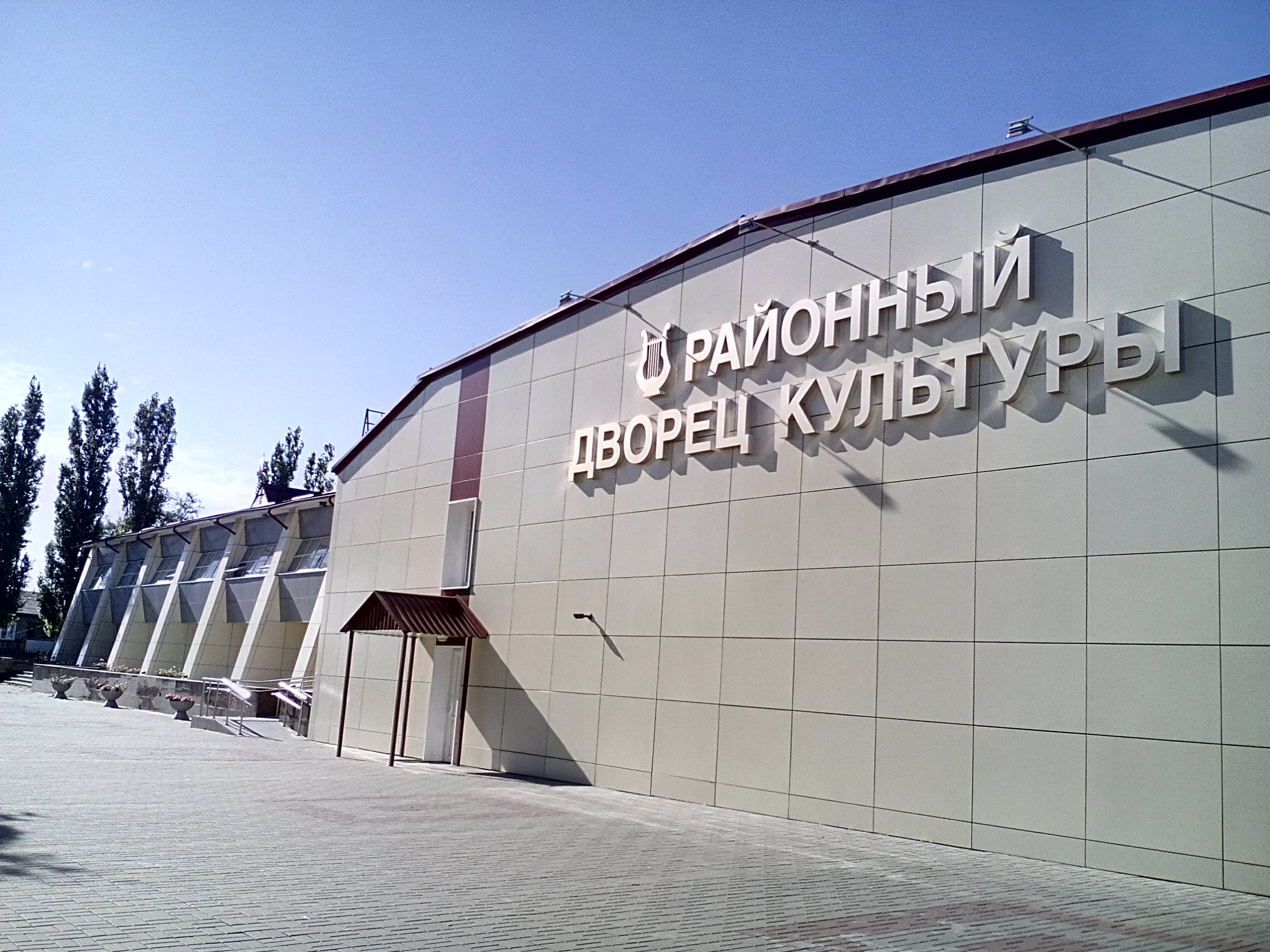
Районный Дворец культуры
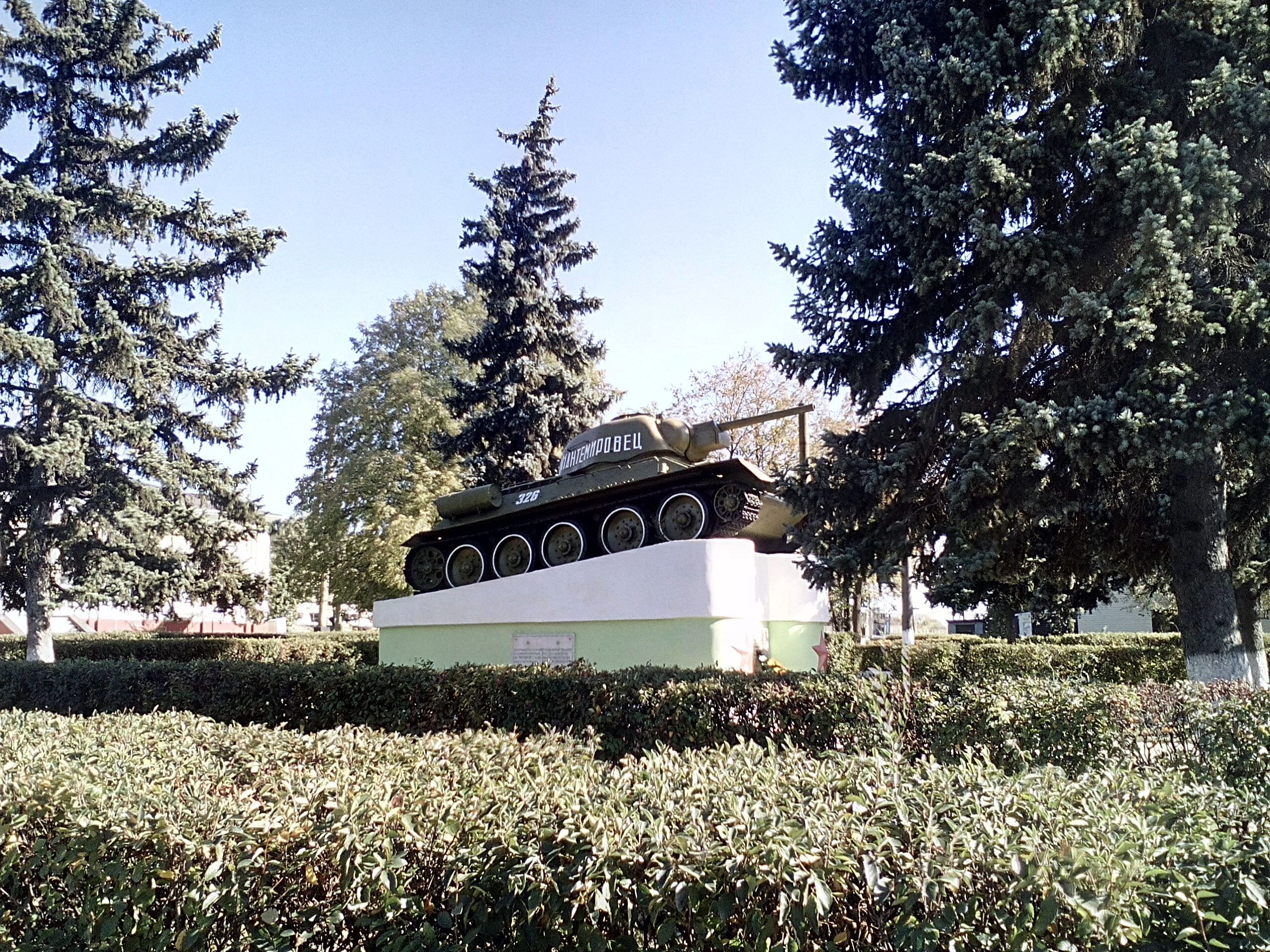
Памятник «Танк Т-34» в сквере у ж/д вокзала
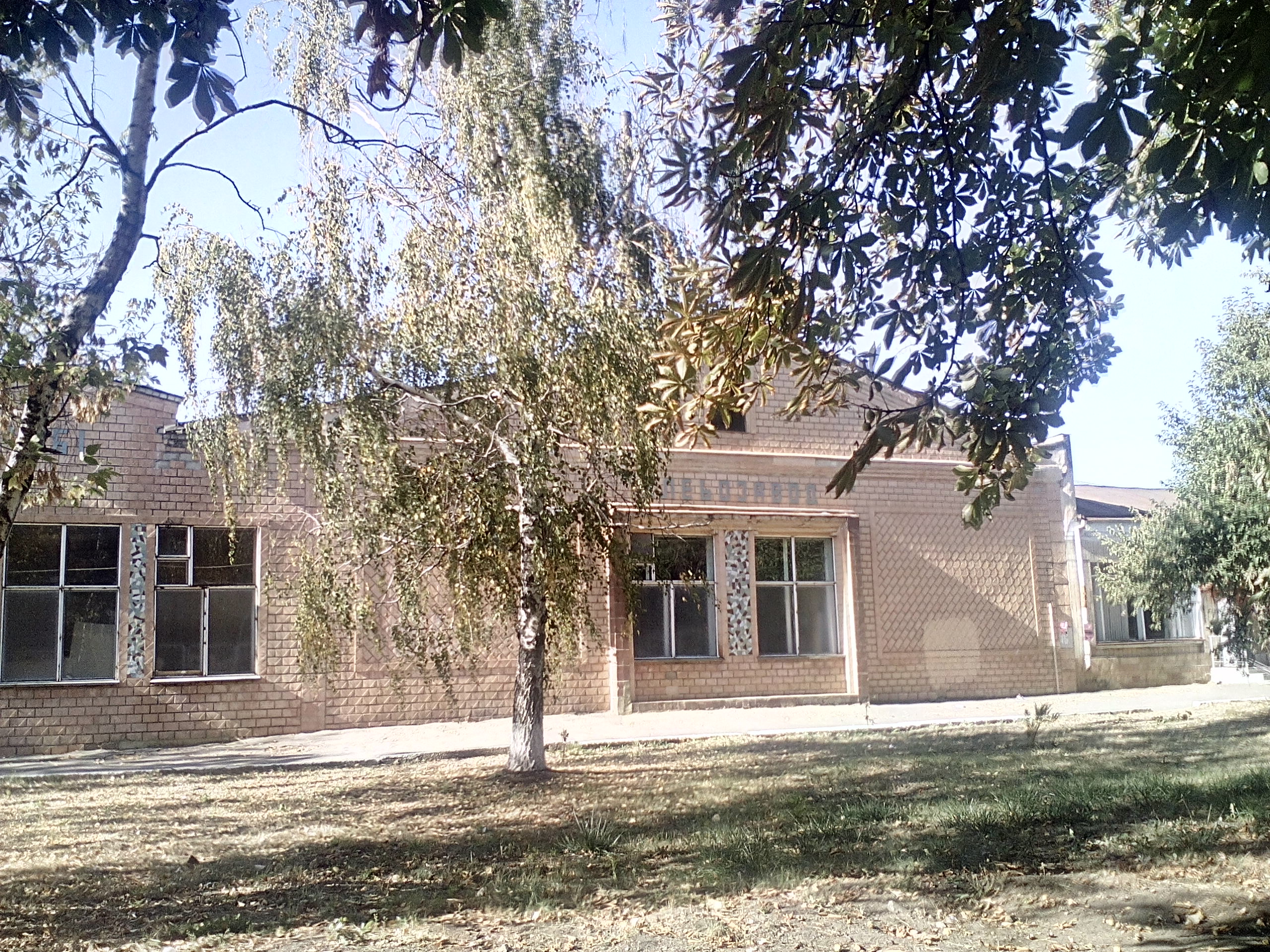
Хлебозавод